# Charles-Georges Duvanel
 (septembre 2018).
Charles-Georges Duvanel, né le 10 mai 1906 à Aarau et mort le 18 juin 1975 à Bernex, est un réalisateur suisse. Il est l'un des documentaristes les plus importants du XXe siècle en Suisse.

## Biographie
Charles-Georges Duvanel est le fils de Charles-Frédéric et d'Anna Lina Fischer. Il épouse en premières noces Nelly Hepkena (1932) et en secondes noces Mina Maurer (1944), de Lucerne. Il effectue son école secondaire à Bulle puis commence des études de commerce à Neuchâtel, qu'il interrompt en 1924. Le jeune homme se forme alors comme cinéaste auprès d'Arthur-Adrien Porchet à l'Office cinématographique de Lausanne. Dans ce cadre, il filme documentaires (Les ailes en Suisse, 1929) et actualités (1924-1929). Il devient un des cadreurs du premier Ciné-Journal suisse. Il travaille pour Arnold Fanck avant d'être chef-opérateur de Günter Dyhrenfurth dans l'Himalaya (Himatschal, der Thron der Götter, 1931). À Genève, il mène une carrière de producteur-réalisateur indépendant. Il se spécialise dans le film de commande (notamment pour les Chemins de fer fédéraux suisses, le Comité international de la Croix-Rouge, et l'Office suisse d'expansion commerciale). Entre 1935 et 1971, il associe à cette production le Laboratoire Cinégram (Genève) et des collaborateurs comme le critique de cinéma Arnold Kohler, l'écrivain Maurice Zermatten ou le musicien Hans Haug. 
Charles-Georges Duvanel est membre fondateur de l'Association suisse de producteurs de film (APSF, 1935). Il siège à la Chambre suisse du cinéma (1942-1963). Il meurt le 18 juin 1975 à Bernex.

## Filmographie[2]
- 1925 : La Vocation d'André Carel de Jean Choux (opérateur ou assistant-réalisateur)
- 1928 : Les Jeux d'hiver à Davos, film de l'Office cinématographique de Lausanne
- 1929 : Les Ailes en Suisse
- 1930 : Rythme au soleil
- 1931 : Himatschal, der Thron der Götter (Himalaya, trône des dieux)
- 1934 : Forces domptées
- 1936 : Pionniers (Wir bauen auf)
- 1940 : L'Année vigneronne
- 1940 : Une œuvre, un peuple
- 1943 : Il neige sur le Haut-Pays
- 1944 : Raison d'être, images de la vie quotidienne
- 1946 : Le Rhône
- 1949 : ...et la vie continue
- 1950 : Les Errants de Palestine
- 1952 : Tous frères
- 1953 : L'Appel du Sud
- 1953 : Destin d'une cité
- 1956 : Le Simplon
- 1958 : Car le sang coule encore !
- 1961 : La Promesse des fleurs
- 1965 : Poésie du rail
- 1963 : Croix-Rouge sur fonds blanc

## Sources
- Archives de Charles-Georges Duvanel conservées à la Cinémathèque suisse[3] : matériel film et fonds d'archives papier. Ce dernier documente la production et la réception critique des films du réalisateur, et plus généralement la production cinématographique en Suisse des années 1920 aux années 1960. Fonds Charles-Georges Duvanel.  Cote : CH CS CSL 003. Centre de recherche et d'archivage, Penthaz, Cinémathèque suisse (présentation en ligne).